# Philosepedon quadricuspis
Philosepedon quadricuspis är en tvåvingeart som beskrevs av Quate 1967. Philosepedon quadricuspis ingår i släktet Philosepedon och familjen fjärilsmyggor. Inga underarter finns listade i Catalogue of Life.